# بیمارستان امام خمینی (آبادان)
بیمارستان امام خمینی ، (بیمارستان شرکت نفت) یا (OPD سابق آبادان) وابسته به سازمان بهداشت و درمان صنعت نفت آبادان می‌باشد  که در سال ۱۳۰۳ با ۱۵۰ تخت تأسیس گردید.
این بیمارستان در منتهی‌الیه جنوب شرقی پالایشگاه آبادان قرار داشته و همانند بیمارستانهای انگلیس ساخته شده. این بیمارستان به دلیل مجاورت با اروند رود از آغاز جنگ همواره زیر آتش توپ‌ها و خمپاره‌های عراقی قرار داشت، در چند سال اخیر این بیمارستان موفق به دریافت گواهینامه آی‌ام‌اس گردید.
عمل موفق پیوند غضروف در آبادان برای اولین بار در خوزستان در این بیمارستان انجام گردید 
این بیمارستان دارای بخش‌های تخصصی :داخلی ، جراحی ، زنان و زایمان ، کودکان ، عفونی ، CCU ، ICU و انکولوژی بوده و طیف وسیعی از درمانگاه‌های تخصصی را در خود جای دارد.